# DSK Hyp
Die DSK Deutsch-Skandinavische Verwaltungs GmbH (vormals DSK AG, DSK Hyp AG, SEB AG) ist die deutsche Tochtergesellschaft einer der größten schwedischen Banken, der Skandinaviska Enskilda Banken (SEB). Bis zum 20. Dezember 2022 war in der DSK Hyp AG das Pfandbriefgeschäft der SEB Gruppe in Deutschland gebündelt. Nach ordnungsgemäßer Rückzahlung des letzten Pfandbriefs hat die DSK Hyp AG ihre Bank-/ und Pfandbrieflizenzen zurückgegeben und ihren Namen in DSK Deutsch-Skandinavische Verwaltungs AG geändert. Seit dem 1. Juni 2023 firmiert das Unternehmen als DSK Deutsch-Skandinavische Verwaltungs GmbH, Geschäftsaktivitäten bestehen nicht mehr.

## Geschichte
In Deutschland begann die Bank ihre Geschäftstätigkeit 1976 mit einer eigenen Tochtergesellschaft (Deutsch-Skandinavische Bank, später Skandinaviska Enskilda Banken AG). Im Jahr 2000 erwarb der SEB-Konzern die ehemalige Bank für Gemeinwirtschaft (BfG), die sie 2001 in SEB AG umbenannte. Im Privatkundengeschäft verfügte die SEB in Deutschland über 174 Filialen und eine Million Kunden. Ende Januar 2011 verkaufte die SEB ihr Privatkundengeschäft in Deutschland an die spanische Santander Consumer Bank. 
Die Bank konzentrierte sich in Deutschland seither auf ihre Kernaktivitäten, das Geschäft mit Unternehmen und institutionellen Kunden. Im Rahmen dieser Strategie verkaufte die SEB AG Ende August 2015 ihre Tochtergesellschaft SEB Asset Management AG, inklusive deren wesentlicher Beteiligung SEB Investment GmbH. Die SEB hat ihre wesentlichen Geschäftsaktivitäten – die Zusammenarbeit mit Unternehmen, institutionellen Kunden und international agierenden Immobilieninvestoren – zu Jahresbeginn 2018 auf eine Zweigniederlassung (SEB AB Frankfurt Branch) der Skandinaviska Enskilda Banken AB (publ) übertragen. Die Zentrale der SEB in Deutschland ist in Frankfurt am Main, daneben unterhält die Bank einen Standort in München.
Am 4. Dezember 2018 firmierte die SEB AG in DSK Hyp AG um. Anfang 2023 hat die DSK Hyp AG ihren Namen in DSK Deutsch-Skandinavische Verwaltungs AG geändert und zum 1. Juni 2023 ihre Rechtsform in DSK Deutsch-Skandinavische Verwaltungs GmbH.

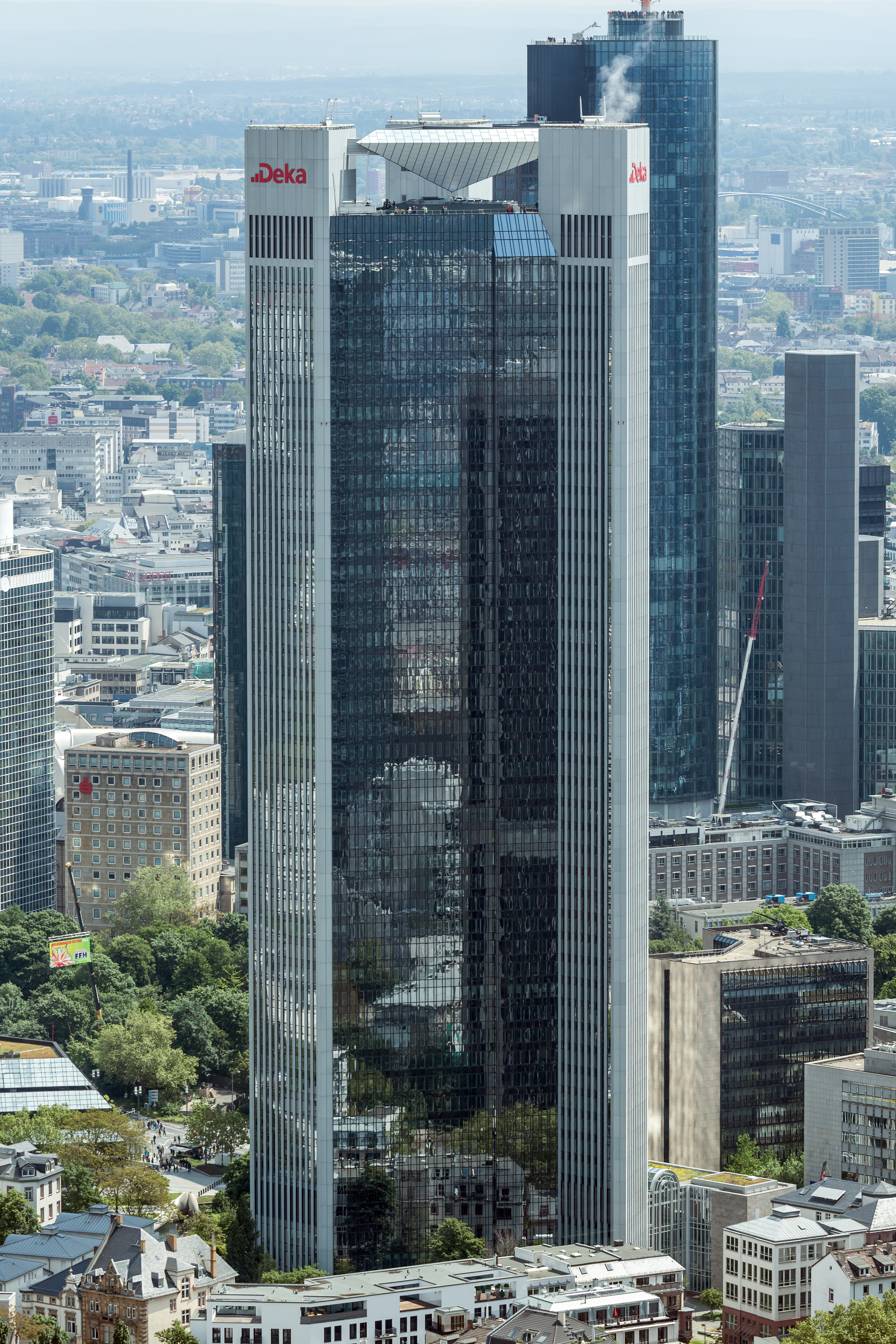
Zentrale bis 2001, Trianon, Frankfurt
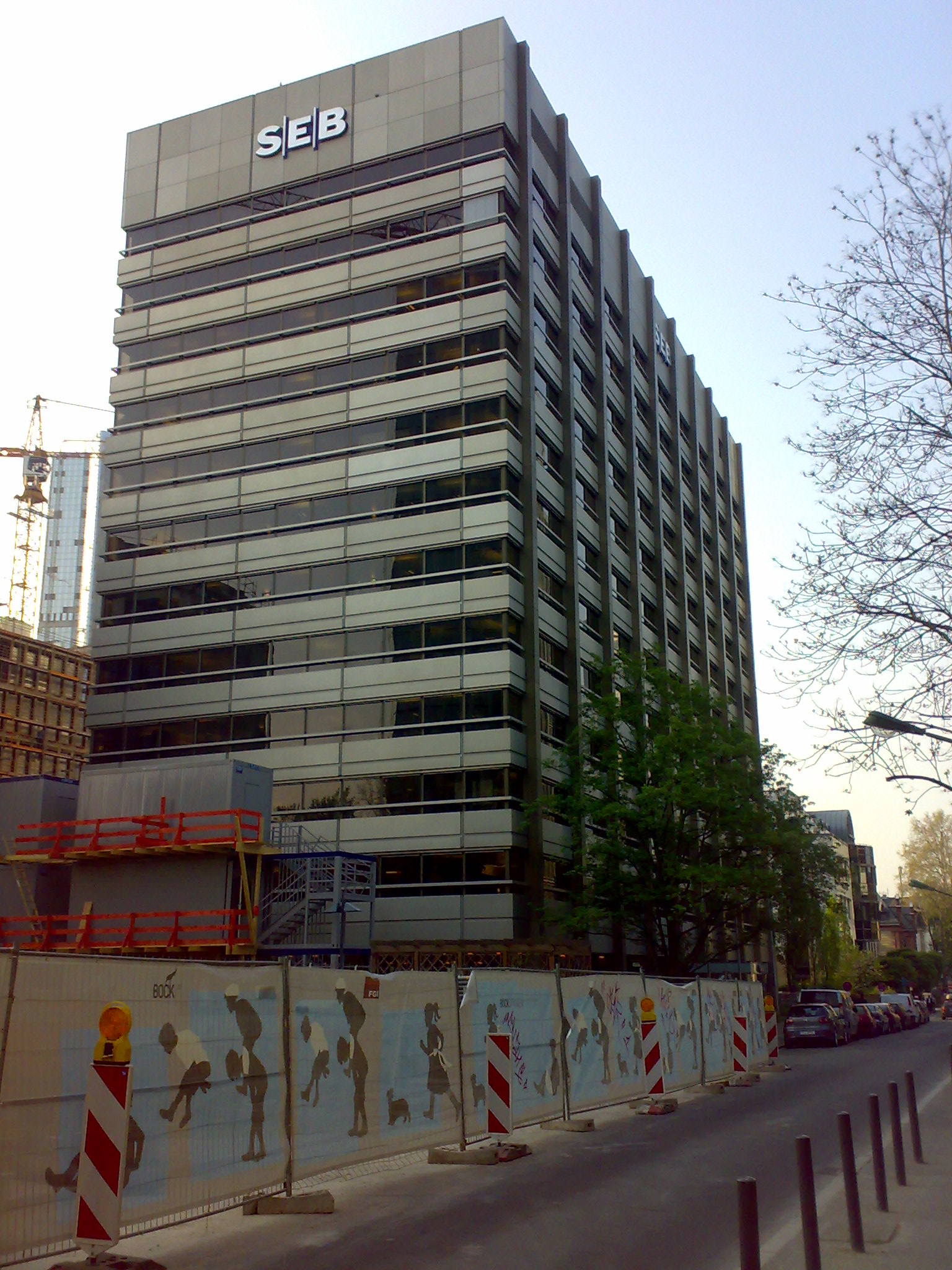
Zentrale 2001–2013, Ulmenstraße 30, Frankfurt

## Geschäft
In Deutschland war das Unternehmen in den Geschäftsfeldern Firmenkunden, Institutionelle Kunden und Structured Real Estate Finance tätig. Als erste Geschäftsbank erhielt sie 2005 die Erlaubnis, Hypothekenpfandbriefe herauszugeben. Die bisherige SEB Hypothekenbank wurde daher als Hypotheken- und Pfandbriefbanking in die SEB AG eingegliedert. Das Pfandbriefgeschäft der SEB in Deutschland wurde bis Ende Dezember 2022 weiter von der DSK Hyp AG betrieben. Nach ordnungsgemäßer Rückzahlung des letzten Pfandbriefs bestehen keine Geschäftsaktivitäten mehr.